# Geastrales
Geastrales é uma ordem de fungos basidiomicetos gasterocárpicos aparentada com Cantharellales. Esta ordem contém uma única família Geastraceae, que classificações mais antigas colocavam em Lycoperdales, ou Phallales.
Existem cerca de 64 espécies classificadas nesta família, divididas por oito géneros, incluindo Geastrum, Myriostoma e Sphaerobolus.  Sphaerobolus coloniza mantas de material lenhoso e pode projectar massas pretas e pegajosas que contêm esporos sobre superfícies próximas.
Os corpos frutíferos de várias espécies são higroscópicos: durante a época seca as "pétalas" secam e encaracolam-se à volta do saco de esporos, protegendo-o. Neste estado, muitas vezes o fungo completo separa-se do solo e pode rodar como um arbusto no deserto. Quando as condições são mais húmedas, as pétalas humedecem-se e desencaracolam-se, e algumas delas chegam a levantar completamente o saco de esporos, o que permite que a chuva ou o movimento de animais atinjam o saco de esporos, libertando-os quando existe suficiente humidade para que germinem.